# Staurogyne maschalostachys
Staurogyne maschalostachys är en akantusväxtart som beskrevs av Cornelis Eliza Bertus Bremekamp. Staurogyne maschalostachys ingår i släktet Staurogyne och familjen akantusväxter. Inga underarter finns listade i Catalogue of Life.